# India op de Olympische Zomerspelen 1948
India nam deel aan de Olympische Zomerspelen 1948 in Londen, Engeland. Het was de eerste deelname van India sinds de onafhankelijkheid van het Verenigd Koninkrijk. Voor die tijd kwam het uit onder de naam Brits-Indië. Voor de vierde keer op rij werd het hockeytoernooi gewonnen.

## Medailleoverzicht
| Sport  | Olympiër | Discipline | Medaille |
| ------ | --- | ---------- | -------- |
| Hockey | Kishan Lal Kunwar Digvijay Singh Leslie Claudius Walter D'Souza Keshav Dutt Lawrie Fernandes Ranganathan Francis Randhir Singh Gentle Gerry Glacken Akhtar Hussain Patrick Jansen Amir Kumar Leo Pinto Jaswant Singh Rajput Latifur Rehman Reginald Rodrigues Balbir Singh sr. Grahanandan Singh Trilochan Singh Maxie Vaz | mannen     | Goud     |

## Deelnemers en resultaten

### Atletiek
| Olympiër          | Discipline             | Resultaat    | Prestatie                                                        |
| ----------------- | ---------------------- | ------------ | ---------------------------------------------------------------- |
| Eric Prabhakar    | 100m (m)               | kwartfinale  | serie 12: 2de in 11,0 kwartfinale 4: 6de                         |
| Eric Prabhakar    | 200m (m)               | DNS          | serie 3: niet gestart                                            |
| Jim Vickers       | 110m horden (m)        | halve finale | serie 4: 1ste in 14,7 halve finale 2: 4de                        |
| Chhota Singh      | marathon (m)           | DNF          | niet gefinisht                                                   |
| Sadhu Singh       | 10km snelwandelen (m)  | DSQ          | serie 2: gediskwalificeerd                                       |
| Sadhu Singh       | 50km snelwandelen (m)  | DNF          | niet gefinisht                                                   |
| Baldev Singh      | verspringen (m)        | 11e          | kwalificatie groep B: 5de met 7,00m                              |
| Baldev Singh      | tienkamp (m)           | DNF          | niet gefinisht                                                   |
| Henry Rebello     | hink-stap-springen (m) | DNF          | kwalificatie groep B: 3de met 14,65m finale: geen geldige poging |
| Gurnam Singh      | hoogspringen (m)       | 18e          | kwalificatie: 1ste met 1,87m finale: 18de met 1,80m              |
| Nat Singh Somnath | kogelslingeren (m)     | 23e          | kwalificatie groep B: 11de met 41,36m                            |

### Boksen
| Olympiër        | Discipline | Resultaat | Prestatie                                                                                           |
| --------------- | ---------- | --------- | --------------------------------------------------------------------------------------------------- |
| Rabin Bhatta    | -51kg (m)  | 9e        | 1ste ronde: vrij 2de ronde: V van USA Sodano: knock-out                                             |
| Babu Lall       | -54kg (m)  | 9e        | 1ste ronde: W van PAK Monteiro: scheidsrechterlijke beslissing 2de ronde: V van PUR Venegas: punten |
| Benoy Bose      | -57kg (m)  | 17e       | 1ste ronde: V van ARG Núñez: punten                                                                 |
| Gene Raymond    | -60kg (m)  | 17e       | 1ste ronde: V van DEN Wad: punten                                                                   |
| Robert Cranston | -67kg (m)  | 17e       | 1ste ronde: V van ESP Diaz: punten                                                                  |
| John Nuttall    | -75kg (m)  | 9e        | 1ste ronde: vrij 2de ronde: V van ITA Fontana: punten                                               |
| Mac Joachim     | -81kg (m)  | 17e       | 1ste ronde: V van POL Szymura: punten                                                               |

### Gewichtheffen
| Olympiër            | Discipline  | Resultaat | Prestatie                                                                              |
| ------------------- | ----------- | --------- | -------------------------------------------------------------------------------------- |
| Daniel Pon Mony     | -60kg (m)   | 16e       | drukken: 13de met 85kg trekken: 16de met 85kg stoten: 18de met 110kg totaal: 280kg     |
| Dandamudi Rajagopal | +82,5kg (m) | 16e       | drukken: 16de met 92,5kg trekken: 16de met 90kg stoten: 16de met 122,5kg totaal: 305kg |

### Hockey
| Olympiër | Discipline | Resultaat | Prestatie |
| --- | ---------- | --------- | --- |
| Kishan Lal Kunwar Digvijay Singh Leslie Claudius Walter D'Souza Keshav Dutt Lawrie Fernandes Ranganathan Francis Randhir Singh Gentle Gerry Glacken Akhtar Hussain Patrick Jansen Amir Kumar Leo Pinto Jaswant Singh Rajput Latifur Rehman Reginald Rodrigues Balbir Singh sr. Grahanandan Singh Trilochan Singh Maxie Vaz | mannen     | Goud      | groep C: 1ste W van Argentinië: 9-1 W van Oostenrijk: 8-0 W van Spanje: 2-0 halve finale: W van Nederland: 2-1 finale: W van Groot-Brittannië: 4-0 |

| Groep C |            |             |             |             |             |            |            |            |        |
| #       | Land       | Wedstrijden | Wedstrijden | Wedstrijden | Wedstrijden | Doelpunten | Doelpunten | Doelpunten | Punten |
| #       | Land       | G           | W           | G           | V           | V          | T          | Saldo      | Punten |
| 1       | India      | 3           | 3           | 0           | 0           | 19         | 1          | +18        | 6      |
| 2       | Argentinië | 3           | 1           | 1           | 1           | 5          | 12         | -7         | 3      |
| 3       | Oostenrijk | 3           | 0           | 2           | 1           | 2          | 10         | -8         | 2      |
| 4       | Spanje     | 3           | 0           | 1           | 2           | 3          | 6          | -3         | 1      |

### Voetbal
| Olympiër | Discipline | Resultaat | Prestatie                        |
| --- | ---------- | --------- | -------------------------------- |
| Sattar Basheer Ahmed Muhammad Khan KV Varadaraj Mahabir Prasad Ramchandra Parab Robi Das Sahu Mewalal Dhanraj Raman Sailen Manna Taj Mohammed Talimeren Ao | mannen     | 9e        | 1ste ronde: V van Frankrijk: 1-2 |

### Waterpolo
| Olympiër | Discipline | Resultaat | Prestatie                                                                                     |
| --- | ---------- | --------- | --------------------------------------------------------------------------------------------- |
| Gora Seal Samarendra Chatterjee Ajoy Chatterjee Suhas Chatterjee Dwarkadas Mukharji Durga Das Jamini Dass Sachin Nag Isaac Mansoor Jahan Ahir | mannen     | 9e        | groep C: 2de V van Nederland: 1-12 W van Chili: 7-4 2de ronde groep H: 3de V van Spanje: 1-11 |

| Groep C |           |             |             |             |             |        |        |        |        |
| #       | Land      | Wedstrijden | Wedstrijden | Wedstrijden | Wedstrijden | Punten | Punten | Punten | Punten |
| #       | Land      | G           | W           | G           | V           | V      | T      | Saldo  | Punten |
| 1       | Nederland | 2           | 2           | 0           | 0           | 26     | 1      | +25    | 4      |
| 2       | India     | 2           | 1           | 0           | 1           | 8      | 16     | -8     | 2      |
| 3       | Chili     | 2           | 0           | 0           | 2           | 4      | 21     | -17    | 0      |

| 2de ronde Groep H |           |             |             |             |             |        |        |        |        |
| #                 | Land      | Wedstrijden | Wedstrijden | Wedstrijden | Wedstrijden | Punten | Punten | Punten | Punten |
| #                 | Land      | G           | W           | G           | V           | V      | T      | Saldo  | Punten |
| 1                 | Nederland | 2           | 2           | 0           | 0           | 17     | 3      | +14    | 4      |
| 2                 | Spanje    | 2           | 1           | 0           | 1           | 13     | 6      | +7     | 2      |
| 3                 | India     | 2           | 0           | 0           | 2           | 2      | 23     | -21    | 0      |

### Wielersport
| Olympiër                                                  | Discipline               | Resultaat | Prestatie                                                    |
| Baan                                                      | Baan                     | Baan      | Baan                                                         |
| --------------------------------------------------------- | ------------------------ | --------- | ------------------------------------------------------------ |
| Rusi Mulla Feroze                                         | sprint (m)               | 17e       | 1ste ronde: V van GBR Harris herkansingen: V van CUB Paseiro |
| Rohinton Noble                                            | tijdrit (m)              | 19e       | 1.22,9                                                       |
| Adi Havewala Jehangoo Amin Rohinton Noble Piloo Sarkari   | ploegenachtervolging (m) | 9e        | 1ste ronde: V van Italië: 6.00,5                             |
| Weg                                                       |                          |           |                                                              |
| Malcolm Havladar                                          | wegwedstrijd (m)         | DNF       | niet gefinisht                                               |
| Raj Kumar Mehra                                           | wegwedstrijd (m)         | DNF       | niet gefinisht                                               |
| Eruch Mistry                                              | wegwedstrijd (m)         | DNF       | niet gefinisht                                               |
| Homi Powri                                                | wegwedstrijd (m)         | DNF       | niet gefinisht                                               |
| Malcolm Havladar Raj Kumar Mehra Eruch Mistry] Homi Powri | wegwedstrijd team (m)    | DNF       | niet gefinisht                                               |

### Worstelen
| Olympiër       | Discipline  | Resultaat   | Prestatie                                                                                              |
| Vrije stijl    | Vrije stijl | Vrije stijl | Vrije stijl                                                                                            |
| -------------- | ----------- | ----------- | --- |
| K. D. Jadhav   | -52kg (m)   | 6e          | 1ste ronde: W van AUS Harris: punten 2de ronde: W van AUS Jernigan: punten 3de ronde: V van IRI Raissi |
| Nirmal Bose    | -57kg (m)   | onbekend    | 1ste ronde: V van USA Leeman                                                                           |
| S. Suryavanshi | -62kg (m)   | onbekend    | 1ste ronde: V van GBR Parsons 2de ronde: V van SUI Muller                                              |
| Banta Singh    | -67kg (m)   | onbekend    | 1ste ronde: V van EGY Hassan: punten 2de ronde: V van TUR Atik                                         |
| A. Bhargava    | -73kg (m)   | onbekend    | 1ste ronde: V van TUR Doğu 2de ronde: W van MEX Ojeda: punten 3de ronde: V van AUS Garrard             |
| K. Roy         | -79kg (m)   | onbekend    | 1ste ronde: V van CAN Vachon 2de ronde: V van AUS Arthur                                               |

### Zwemmen
| Olympiër         | Discipline           | Resultaat | Prestatie               |
| ---------------- | -------------------- | --------- | ----------------------- |
| Sachin Nag       | 100m vrije slag (m)  | 34e       | serie 3: 6de in 1.03,8  |
| Isaac Mansoor    | 100m vrije slag (m)  | 38e       | serie 1: 7de in 1.06,4  |
| Dilip Mitra      | 100m vrije slag (m)  | 39e       | serie 2: 8ste in 1.06,9 |
| Bimal Chandra    | 400m vrije slag (m)  | 38e       | serie 4: 7de in 5.38,6  |
| Bimal Chandra    | 1500m vrije slag (m) | 36e       | serie 3: 6de in 22.52,9 |
| Prahtip Mitra    | 100m rugslag (m)     | 39e       | serie 4: 7de in 1.24,5  |
| Khamlillal Shah  | 100m rugslag (m)     | 37e       | serie 1: 7de in 1.19,9  |
| Prafulla Mullick | 200m schoolslag (m)  | 31e       | serie 5: 8ste in 3.14,9 |

Afghanistan · Argentinië · Australië · België · Bermuda · Birma · Brazilië · Brits-Guiana · Canada · Ceylon · Chili · Colombia · Cuba · Denemarken · Egypte · Filipijnen · Finland · Frankrijk · Griekenland · Groot-Brittannië · Hongarije · Ierland · IJsland · India · Irak · Iran · Italië · Jamaica · Joegoslavië · Libanon · Liechtenstein · Luxemburg · Malta · Mexico · Monaco · Nederland · Nieuw-Zeeland · Noorwegen · Oostenrijk · Pakistan · Panama · Peru · Polen · Portugal · Puerto Rico · Republiek China · Singapore · Spanje · Syrië · Trinidad en Tobago · Tsjecho-Slowakije · Turkije · Uruguay · Venezuela · Verenigde Staten · Zuid-Afrika · Zuid-Korea · Zweden · Zwitserland